# Томас Ман
Паул Томас Ман (на немски: Paul Thomas Mann) е германски писател – романист, автор на разкази и есеист, социален критик и филантроп, носител на Нобелова награда за литература за 1929 година. Неговите силно символични и иронични епични романи и новели са известни със задълбочения поглед в психологията на художника и интелектуалеца, като в своя анализ и критика на европейската и германската душевност използват модернизирани варианти на традиционни германски и библейски сюжети, както и идеите на Йохан Волфганг фон Гьоте, Фридрих Ницше и Артур Шопенхауер.
Томас Ман е част от любекската ханзеатска фамилия Ман и описва своето семейство и социална класа в първия си роман „Буденброкови“ (1901). Негов по-голям брат е радикалният писател Хайнрих Ман, а три от шестте му деца – Ерика Ман, Клаус Ман и Голо Ман – също стават значими писатели. След идването на власт в Германия на националсоциалистите през 1933 година той емигрира в Швейцария, а след началото на Втората световна война през 1939 година – в Съединените американски щати, връщайки се в Швейцария през 1952 година. Той е сред най-известните представители на германската Изгнаническа литература, писана извън страната от противници на националсоциалистическия режим.

## Биография

### Произход и младежки години (1875 – 1895)
Роден е на 6 юни 1875 г. в северния ханзейски град Любек, Германия, в семейството на Томас Йохан Хайнрих Ман, сенатор и едър търговец от стар род. Посещава частно училище, а три години след смъртта на бащата и ликвидацията на фирмата му семейството се преселва през 1893 г. в южния баварски град Мюнхен. Там Томас Ман започва работа в застрахователна компания, но е уволнен. Решава да посещава лекции в Техническия университет в Мюнхен с намерението да стане журналист. През 1894 г. публикува първата си новела „Падналата“ в авторитетното списание „Ди Гезелшафт“. Става сътрудник на списание „Симплицисимус“ и създава множество кратки разкази и новели.

### Творческа дейност (1895 – 1933)
През 1895 – 1898 г., заедно с брат си – бъдещия писател Хайнрих Ман, пребивава в Италия, главно в Рим и Палестрина. Още там започва работа над епохалния си роман „Буденброкови“ и публикуването му през 1901 г. го спасява от тежка житейска криза. Следва бърз литературен възход и обществено признание – тогава създава романа „Кралско височество“ (1902) и прочутите новели „Тристан“ (1903) и „Тонио Крьогер“ (1903).
През 1905 г. се жени за Катя Прингсхайм, дъщеря на математика Алфред Прингсхайм, от която има 6 деца. Излиза и първият фрагмент на незавършения му роман „Самопризнанията на авантюриста Феликс Крул“ (1911), както и новелата „Смърт във Венеция“ (1912). В 1919 г. става почетен доктор на Бонския университет. Публикува романа „Вълшебната планина“ (1924).
През 1929 г. Томас Ман получава Нобеловата награда за литература, но не за последната си творба, а за създадения преди повече от четвърт век роман „Буденброкови“.

### Националсоциализъм (1933 – 1938)
В 1933 г., след като на власт в Германия идват националсоциалистите, Томас Ман произнася в Мюнхен прочутата си реч „Страдание и величие на Рихард Вагнер“ по случай 50-а годишнина от смъртта на композитора. Докато изнася същата реч в Амстердам, Брюксел и Париж, водещите политически кръгове в Германия организират „протест“ срещу писателя и той се вижда принуден да остане в емиграция – първо в Швейцария, а след лишаването му от германско гражданство през 1938 г.— в САЩ. В Германия книгите му са забранени.

### Емиграция (1938 – 1952)
В Съединените щати Томас Ман става гост-професор в Принстънския университет и написва романа „Лоте във Ваймар“ (1939). През 1941 г. семейството се преселва в Калифорния, където писателят завършва тетралогията си „Йосиф и неговите братя“ (1933 – 1943), а през 1944 г. получава американско гражданство. Следват големият роман „Доктор Фаустус“ (1947) и „Избраникът“ (1951).

### Последни години (1952 – 1955)
След края на Втората световна война Томас Ман се завръща в Европа през 1952 г., но не отива в Германия, а през 1955 г. се установява в Килхберг на Цюрихското езеро (Швейцария), където остава до края на дните си.

## Признание
За своята 50-годишнина писателят споделя:
| „ | Ако имам някакво желание за посмъртна слава на моето творчество, то е да кажат за него, че е жизнерадостно, макар да познава и смъртта. | “ |

- За творчеството си Томас Ман е отличен и с престижната награда „Гьоте“ на град Франкфурт на Майн (1949).
- В чест на писателя родният му град Любек учредява през 1975 г. литературната награда „Томас Ман“.

### Романи
- Buddenbrooks – Verfall einer Familie (1901)
- Königliche Hoheit (1909)
- Der Zauberberg (1924) (Вълшебната планина)
- Joseph und seine Brüder – Tetralogie (1933 – 1943)
  - Die Geschichten Jaakobs (1933)
  - Der junge Joseph (1934)
  - Joseph in Ägypten (1936)
  - Joseph der Ernährer (1943)
- Lotte in Weimar (1939)
- Doktor Faustus (1947) (Доктор Фаустус)
- Der Erwählte (1951)
- Bekenntnisse des Hochstaplers Felix Krull (1954)

### Разкази и новели
- Vision, Prosa-Skizze, 1893
- Gefallen, 1894
- Der Wille zum Glück, 1896
- Enttäuschung, 1896
- Der Tod, 1897
- Der kleine Herr Friedemann, 1897
- Der Bajazzo, 1897
- Tobias Mindernickel, 1898
- Der Kleiderschrank, 1899
- Gerächt, Novellistische Studie, 1899
- Luischen, 1900
- Der Weg zum Friedhof, 1900
- Gladius Dei, Novelle 1902
- Tonio Kröger, Novelle 1903
- Tristan, Novelle 1903
- Die Hungernden, 1903
- Das Wunderkind, 1903
- Ein Glück, 1904
- Beim Propheten, 1904
- Schwere Stunde, 1905
- Anekdote, 1908
- Das Eisenbahnunglück, 1909
- Wie Jappe und Do Escobar sich prügelten, 1911
- Der Tod in Venedig, 1912 (Смърт във Венеция)
- Herr und Hund. Ein Idyll, 1918
- Gesang vom Kindchen, Ein Idyll, 1919
- Wälsungenblut, 1921
- Unordnung und frühes Leid, 1926
- Mario und der Zauberer, 1930
- Die vertauschten Köpfe – Eine indische Legende, 1940
- Das Gesetz, 1944
- Die Betrogene, 1953

### Пиеси
- Fiorenza, 1907
- Luthers Hochzeit, 1954 (Fragment)

### Есеистика (Избрано)
- Versuch über das Theater, (1907)
- Friedrich und die große Koalition, (1915)
- Betrachtungen eines Unpolitischen, (1918)
- Goethe und Tolstoi, (1923)
- Von deutscher Republik, (1923)
- Theodor Fontane, (1928)
- Freuds Stellung in der modernen Geistesgeschichte, (1929)
- Deutsche Ansprache. Ein Appell an die Vernunft, (1930)
- Goethe als Repräsentant des bürgerlichen Zeitalters, (1932)
- Goethe und Tolstoi. Zum Problem der Humanität, (1932)
- Goethes Laufbahn als Schriftsteller, (1933)
- Leiden und Größe Richard Wagners, (1933)
- Freud und die Zukunft, (1936)
- Bruder Hitler, (1938)
- Vom zukünftigen Sieg der Demokratie, (1938)
- Schopenhauer, (1938)
- Dieser Friede, (1938)
- Achtung, Europa!, (1938)
- Das Problem der Freiheit, (1939)
- Deutsche Hörer, (1942)
- Deutschland und die Deutschen, (1945)
- Nietzsches Philosophie im Lichte unserer Erfahrung, (1947)
- Goethe und die Demokratie, (1949)
- Ansprache im Goethejahr 1949
- Michelangelo in seinen Dichtungen, (1950)
- Gerhart Hauptmann, (1952)
- Der Künstler und die Gesellschaft, (1953)
- Versuch über Tschechow, (1954)
- Versuch über Schiller, (1955)

### Автобиографични произведения
- Im Spiegel, (1907)
- Meine Arbeitsweise, (1925)
- Pariser Rechenschaft, (1926)
- Lübeck als geistige Lebensform, (1926)
- Lebensabriß, (1930)
- Ein Briefwechsel, (1937)
- On Myself, (1940)
- Die Entstehung des Doktor Faustus. Roman eines Romans, (1949)
- Meine Zeit, (1950)
- Lob der Vergänglichkeit, (1952)
- Briefe 1889 – 1955, 3 Bde, (1961 – 1965)
- Tagebücher 1918 – 1955, 10 Bde, (1979 – 1995)

## Издания
- Der kleine Herr Friedemann 1898
- Buddenbrooks. Verfall einer Familie. Roman. 1901
- Tristan. Sechs Novellen. 1903
- Fiorenza 1906
- Königliche Hoheit. Roman. 1909
- Der Tod in Venedig 1912 Hundertdruck
- Bekenntnisse des Hochstaplers Felix Krull. Buch der Kindheit. Roman. 1923
- Der Zauberberg. Roman. 1924
- Goethe und Tolstoi. Zum Problem der Humanität. 1932
- Vom künftigen Sieg der Demokratie 1938
- Lotte in Weimar. Roman. 1939
- Joseph, der Ernährer. Roman. 1943
- Kriegsflugblatt: Die apokalyptischen. Text einer Hörfunk-Vortrags von 1943
- Doktor Faustus. Roman. 1947
- Goethe und die Demokratie 1949
- Der Erwählte. Roman. 1951
- Lob der Vergänglichkeit 1952
- Die Betrogene 1953
- Bekenntnisse des Hochstaplers Felix Krull. Roman. 1954